# The Rise of Chaos
| 전문가 평가        | 전문가 평가 |
| 평가 점수          | 평가 점수   |
| 출처               | 점수        |
| ------------------ | ----------- |
| AllMusic           | [ 2 ]       |
| Rock Hard (FR)     | [ 3 ]       |
| Metal Hammer (GER) | [ 4 ]       |
| Metallian (FR)     | [ 5 ]       |

《The Rise of Chaos》는 2017년 8월 4일에 발매된 독일의 헤비 메탈 밴드 억셉트의 열다섯 번째 스튜디오 음반이다. 이 음반은 기타리스트 우웨 룰리스와 드러머 크리스토퍼 윌리엄스가 각각 헤르만 프랑크와 슈테판 슈바르츠만을 대신하여, 첫 번째 억셉트 음반이다. 또한 2018년 11월에 억셉트를 떠난 베이시스트 피터 발테스가 피처링한 그들의 마지막 스튜디오 음반이다. 그들의 이전 세 개의 스튜디오 음반들과 같이, 《The Rise of Chaos》는 앤디 스냅에 의해 제작되었고, 그와 그 밴드의 네 번째 협업이 되었다. 기타리스트 울프 호프만은 이 음반의 제목이 세계의 인간에 의한 혼돈을 언급한다고 말했다.

## 배경
《Blind Rage》 (2014년)의 발매 약 4개월 후, 기타리스트 헤르만 프랑크와 드러머 슈테판 슈바르츠만이 억셉트와 결별했다고 발표되었다. 그들은 나중에 각각 우웨 롤리스와 크리스토퍼 윌리엄스에 의해 대체되었다.
2015년 6월 5일, 핀란드 탐페레에서 열린 사우스 파크 페스티벌에서 밴드의 공연에 앞서 베이시스트 피터 발테스는 카오스 TV와의 인터뷰에서 "억셉트는 《Blind Rage》 투어가 끝난 후 새 음반 작업을 시작할 계획"이라고 말했다. 2015년 7월, 인터뷰에서 밴드의 미래에 대한 질문을 받은 기타리스트 울프 호프만은 "우리는 몇 주 동안 투어를 계속할 것입니다. 그리고 나서 우리는 약간의 휴식을 취하고 가을에 돌아올 것입니다. 하지만 그것은 이 시점에서 《Blind Rag》e 투어를 거의 마무리하고 있습니다. 그것은 이 사이클의 가장 마지막 단계입니다. 그리고 나서 다음 음반이 쓰여지고 녹음되어야 할 것이고, 그것이 얼마나 오래 걸릴 것이고, 그것이 언제 일어날 것인지 누가 아나요? 그러나 그것은 일어날 것이고, 제가 아는 전부입니다."라고 말했다. 호프만은 새로운 음반이 2017년 7월 또는 8월경에 발매될 것이라고 말했다. 그들의 이전 세 개의 음반과 마찬가지로, 이 음반은 앤디 스냅이 프로듀싱하여 그와 함께한 네 번째 협업이 되었다. 2017년 4월 16일, 억셉트는 《The Rise of Chaos》라는 제목의 음반이 8월 4일에 발매될 것이라고 발표했다. 6월 2일, 밴드는 새로운 커버 아트와 함께 뉴클리어 블래스트를 통해 타이틀곡 싱글을 디지털로 발매했다.

## 곡 목록
모든 곡들은 마크 토르니요, 울프 호프만 그리고 피터 발테스에 의해 작사/작곡하였다.
| #   | 제목                    | 재생 시간 |
| --- | ----------------------- | --------- |
| 1.  | 〈Die by the Sword〉    | 5:00      |
| 2.  | 〈Hole in the Head〉    | 4:01      |
| 3.  | 〈The Rise of Chaos〉   | 5:16      |
| 4.  | 〈Koolaid〉             | 4:58      |
| 5.  | 〈No Regrets〉          | 4:20      |
| 6.  | 〈Analog Man〉          | 4:10      |
| 7.  | 〈What's Done Is Done〉 | 4:08      |
| 8.  | 〈Worlds Colliding〉    | 4:28      |
| 9.  | 〈Carry the Weight〉    | 4:33      |
| 10. | 〈Race to Extinction〉  | 5:24      |